# Mafuila Mavuba
Mafuila Mavuba Ku Mbundu, detto Ricky (Kinshasa, 15 dicembre 1949 – Francia, 30 novembre 1996), è stato un calciatore congolese (Repubblica Democratica del Congo), di ruolo attaccante.

## Biografia
Nel 1984 fuggì con la sua compagna angolana dall'Angola, devastata dalla guerra, a bordo di una nave diretta in Francia. Durante il viaggio nacque suo figlio Rio, che intraprese in seguito la carriera da calciatore ed esordì con la Nazionale francese. Mavuba fu accolto in Francia come rifugiato politico e vi morì.

## Carriera
Centrocampista difensivo, insieme alla Nazionale di calcio della Repubblica Democratica del Congo vinse la Coppa d'Africa 1974, si qualificò e giocò, sempre lo stesso anno, il campionato del mondo 1974.
Con il Vita Club vinse 14 trofei in Zaire e la Coppa dei Campioni d'Africa 1973.

## Palmarès

### Club

#### Competizioni nazionali
- Linafoot: 7

Vita Club: 1970, 1971, 1972, 1973, 1975, 1977, 1980
- Coupe de République démocratique du Congo: 7

Vita Club: 1971, 1972, 1973, 1975, 1977, 1981, 1982

#### Competizioni internazionali
- CAF Champions League: 1

Vita Club: 1973

### Nazionale
- Coppa d'Africa: 1

Egitto 1974